# NGC 5732
NGC 5732 је спирална галаксија у сазвежђу Волар која се налази на NGC листи објеката дубоког неба.
Деклинација објекта је + 38° 38' 17" а ректасцензија 14h 40m 38,9s. Привидна величина (магнитуда) објекта NGC 5732 износи 13,5 а фотографска магнитуда 14,3. Налази се на удаљености од 59,447 милиона парсека од Сунца. NGC 5732 је још познат и под ознакама UGC 9467, MCG 7-30-48, CGCG 220-46, IRAS 14386+3851, PGC 52438.